# Frans Nelson
Bror Frans Nelson, född 13 december 1875 i Ängelholm, död 5 april 1925 i Helsingborg, var en svensk arkitekt och målare.
Han var son till konstnären Valfrid Nelson och Mathilda Hagelquist. Han studerade konst för sin far och bedrev konststudier under resor till Österrike och Italien. Vid sidan av sitt arbete som arkitekt utförde han interiörer, djurtavlor med hundar, porträtt och landskapsmålningar från Kullen. Separat ställde han ut i Helsingborg 1925 och han medverkade i olika samlingsutställningar. 